# Isla Luigi
Isla Luigi (en ruso: Остров Луиджи; Ostrov Luidzhi) es una isla en la Tierra de Francisco José, parte de la Federación de Rusia.
Luigi tiene una superficie de 371 km² y está cubierta de glaciares. El punto más alto de la isla alcanza los 442 m.
La isla forma parte del subgrupo de la tierra Zichy del archipiélago de Francisco José. Está separada por canales estrechos de la isla Salisbury por el noreste y la isla de Champ por el sureste.